# Киевска губерния
 Тази статия е за губернията на Руската империя от 1796 – 1925.  За губернията от 1708 – 1781 вижте Киевска губерния (1709 – 1781).  
Киевска губерния (на руски: Киевская губерния) е губерния на Руската империя, съществувала от 1796 до 1925 година. Заема северната част на днешна Украйна, а столица е град Киев. Към 1897 година населението ѝ е около 3,6 милиона души, главно украинци (79%), евреи (12%) и руснаци (6%).
Създадена е през 1796 година на мястото на дотогавашното Киевско наместничество, като включва и части от Брацлавското и Волинското наместничество. След разпадането на Руската империя губернията е част от Украинската народна република, а след това е завладяна от болшевиките. При закриването на губерниите в Украйна през 1925 година територията ѝ е разделена между самостоятелните Киевски, Билоциркивски, Бердичивски, Умански и Черкаски окръг.